# Korporacja Telewizyjno-Radiowa „Qazaqstan”
Korporacja Telewizyjno-Radiowa „Qazaqstan” (kaz. «Қазақстан» РТРК» АҚ; „Qazaqstan” RTRK” AQ) – kazachska firma medialna, jedna z największych w kraju. Prowadzi trzy kanały telewizyjne: Qazaqstan, Qazsport, Balapan; oraz cztery stacje radiowe: Qazaq Radiosy, Shalkar, Astana i Classic.